# Nicole Mercedes Müller
 (octobre 2018).
Si vous disposez d'ouvrages ou d'articles de référence ou si vous connaissez des sites web de qualité traitant du thème abordé ici, merci de compléter l'article en donnant les références utiles à sa vérifiabilité et en les liant à la section « Notes et références ».
Nicole Mercedes Mariola Müller dite Mercedes Müller, née le 4 novembre 1996 à Berlin, est une actrice allemande.

## Biographie
Elle est la sœur de l'acteur allemand Kai Michael Müller.

## Filmographie
- 2003 : 4 Freunde und 4 Pfoten - Ein tierisches Abenteuer de Gabriele Heberling : Lilly Schonberg[2]
- 2006 : Freundinnen fürs Leben de Buket Alakuş : Melina[3]
- 2009 : Charlotte et sa bande : vers l'âge adulte de Vivian Naefe : Lilli[4]
- 2010 : Single By Contract de Marc Rothemund : Anne[5]
- 2012 : Les Disparus de Jan Speckenbach : Julia
- 2013 : Devil de Lisa Bierwirth
- 2016 : Tatort: Mia san jetz da wo’s weh tut de Max Färberböck : Mia Petrescu[6]
- 2016 : Tschick de Fatih Akin : Isa[7]
- 2017 : Kein Herz Für Inder de Viviane Andereggen
- 2021 : Black Island de Miguel Alexandre